# Georges Balandier

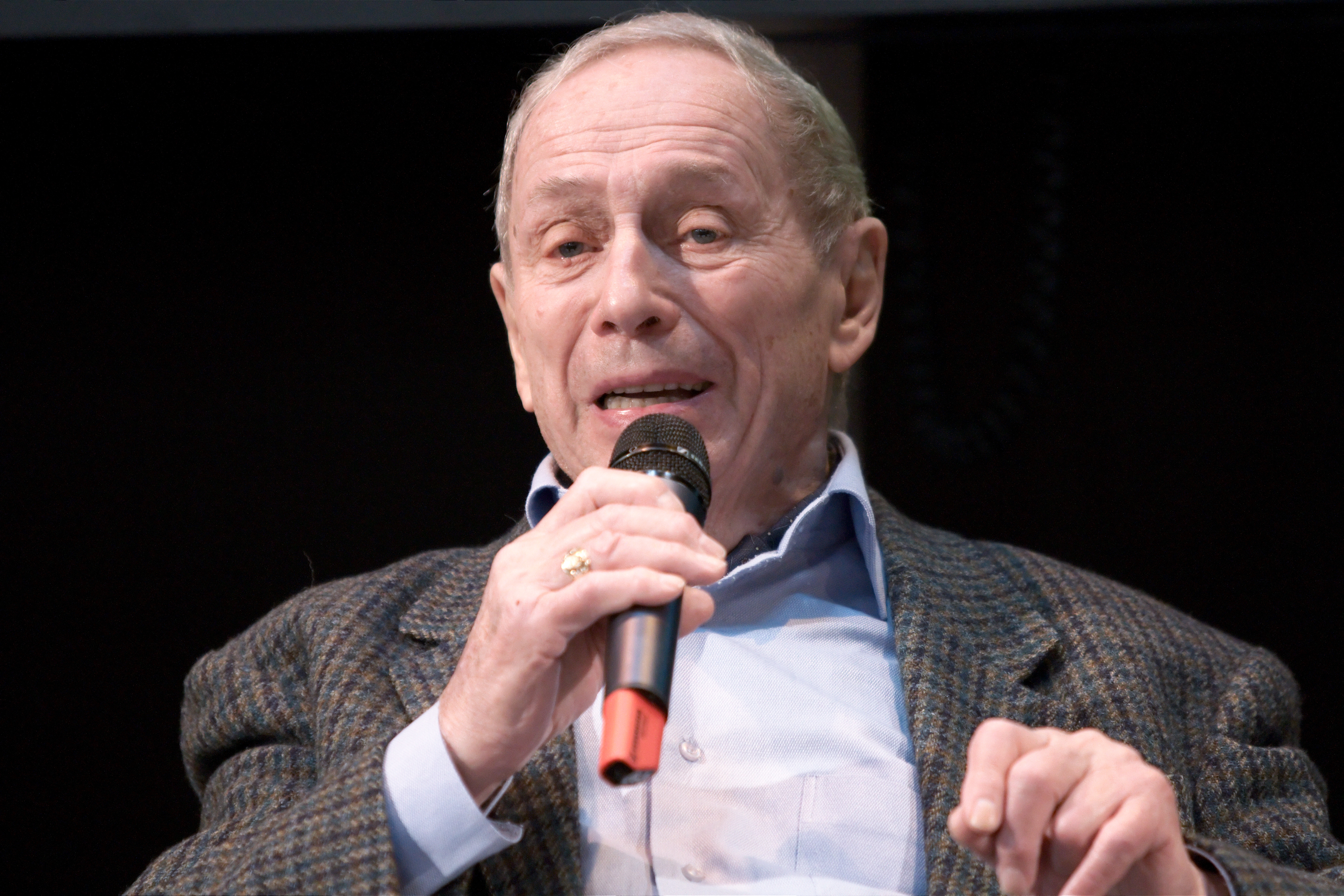
Georges Balandier (2010)

Georges Balandier (* 21. Dezember 1920 in Aillevillers-et-Lyaumont, Haute-Saône; † 5. Oktober 2016 in Paris) war ein französischer Soziologe und Sozialanthropologe, der sich hauptsächlich mit afrikanischen Gesellschaften befasste.

## Leben
Balandiers Vater war Eisenbahner und Mitglied der Sozialistischen Partei, seine Mutter war Hausfrau und entstammte einem katholisch-konservativen Milieu. Aus der Region Franche-Comté in Ostfrankreich zog die Familie 1929 in einen Vorort von Paris. Georges Balandier studierte an der Universität Paris (Sorbonne) Philosophie und Ethnologie (Abschluss mit Licence) und absolvierte ein Praktikum in der Afrikaabteilung des Musée de l’Homme, wo er mit Michel Leiris und Denise Paulme zusammenarbeitete. Um sich während der deutschen Besatzung dem Zwangsarbeitsdienst zu entziehen ging Balandier 1943 in seiner Heimatregion in den Untergrund und kämpfte im Widerstand des Maquis gegen die Besatzer. 
Nach dem Zweiten Weltkrieg ging er 1946 im Auftrag des Office de la recherche scientifique et technique outre-mer (ORSTOM, Vorläufer des Institut de recherche pour le développement) an das Institut Français d’Afrique Noire in Dakar, von wo aus er Forschungsreisen in den damaligen französischen Kolonien in Westafrika (Senegal, Mauretanien, Guinea) unternahm und u. a. die Lebensweise von Fischern aus dem Volk der Lébou untersuchte. Von 1946 bis 1951 war Balandier Mitglied der sozialistischen Partei SFIO und stand in dieser Zeit auch dem Rassemblement Démocratique Africain nahe, das für die Unabhängigkeit der afrikanischen Kolonien von Frankreich eintrat. Von Dakar wechselte er 1948 an das Institut d’études centrafricaines in Brazzaville (Französisch-Kongo), wo er eine soziologische Abteilung des ORSTOM aufbaute. In der Folgezeit veröffentlichte er erste Forschungsarbeiten über afrikanischen Gesellschaften. 
Zurück in Frankreich wurde Balandier 1952 wissenschaftlicher Mitarbeiter des Centre national de la recherche scientifique (CNRS). Am Pariser Institut d’études politiques (Sciences Po) hielt er von 1952 bis 1962 Vorlesungen über Entwicklungsländer. In diesem Kontext verbreitete er den von Alfred Sauvy geprägten Begriff der „Dritten Welt“, in Anlehnung an den „Dritten Stand“ in der Französischen Revolution. Balandier wurde 1954 zum Directeur d’études (entspricht etwa einem Professor) für afrikanische Soziologie in der wirtschafts- und sozialwissenschaftlichen (VI.) Abteilung der École pratique des hautes études (EPHE) ernannt, aus der 1975 die École des hautes études en sciences sociales (EHESS) hervorging. Der Minister für Überseegebiete berief ihn 1958 als sachverständigen Berater in seinen Stab, um die Dekolonisierung der französischen Kolonien südlich der Sahara vorzubereiten. 
Im Jahr 1962 wurde Balandier auf den neugeschaffenen Lehrstuhl für „Soziologie und Ethnologie Schwarzafrikas“ an der Universität Paris berufen, bevor er 1966 – als Nachfolger seines akademischen Vorbilds Georges Gurvitch – auf den Lehrstuhl für allgemeine Soziologie wechselte. Bereits 1965 hatte Balandier Gurvitch als Vorsitzenden der Association internationale des sociologues de langue française (Internationalen Vereinigung der französischsprachigen Soziologen) und Herausgeber der Cahiers Internationaux de Sociologie abgelöst. Neben seinen Lehr- und Publikationstätigkeiten leitete er von 1963 bis 1973 die humanwissenschaftliche Abteilung des ORSTOM. Er trat 1985 in den Ruhestand.
Die Königliche Akademie der Wissenschaften und Schönen Künste von Belgien nahm ihn 1973 als assoziiertes Mitglied auf. 1976 wurde er zum Mitglied der American Philosophical Society gewählt. Er war Träger des Ordre des Palmes Académiques.

## Publikationen (Auswahl)
- L’anthropologie appliquée aux problèmes des pays sous-développés. 1955.
- Sociologie actuelle de l’Afrique noire. Dynamique des changements sociaux en Afrique centrale. 1955. (Neuauflagen: Presses Universitaires de France (P.U.F.), Paris 1971 ff.)
- Sociologie des Brazzavilles noires. Colin, Paris 1955.
- Afrique ambiguë. 1957. (deutsch:  Zwielichtiges Afrika. Übertragen von Alexander von Platen. Schwab, Stuttgart 1959).
- La vie quotidienne au royaume de Kongo du XVIe au XVIIIe siècle. Hachette, Paris 1965.
- Anthropologie politique. P.U.F., Paris 1967. (deutsch: Politische Anthropologie. Nach der 2., durchgesehenen und erweiterten Auflage aus dem Französischen von Friedrich Griese. Nymphenburger Verlagshandlung, München 1972, als Taschenbuch 1976 bei dtv, München, ISBN 3-423-04191-9).
- Georges Gurvitch, sa vie, son oeuvre. P.U.F., Paris 1972.
- mit Jacques Maquet: Dictionary of Black African Civilization. Leon Amiel Publisher, New York 1974.
- Anthropo-logiques. P.U.F., Paris 1974.
- Civilisation et puissance. L’Aube, 2005, ISBN 2-7526-0173-5.
- Civilisés, dit-on. P.U.F., Paris 2005.
- Koloniale Situation – ein theoretischer Ansatz. In: Rudolf Albertini (Hrsg.): Moderne Kolonialgeschichte. Köln 1970. (orig. 1952).
- Vorwort zu: La situation postcoloniale : Les postcolonial studies dans le débat français. Sciences Po, 2007.

## Sekundärliteratur
- Michel Maffesoli (Hrsg.): Une anthropologie des turbulences : hommage à Georges Balandier. Berg, Paris  1985, ISBN 2-900269-46-6.
- Georges Balandier: Lecture et relecture. (=Cahiers internationaux de sociologie. volume CX). Presses Universitaires de France, 2001, ISBN 2-13-052079-0.
- Afrique plurielle, Afrique actuelle : Hommage à Georges Balandier. Sammelband. Karthala, 2000, ISBN 2-86537-151-4.